# Hylaeus nigrescens
Hylaeus nigrescens är en biart som först beskrevs av Cockerell 1918.  Hylaeus nigrescens ingår i släktet citronbin, och familjen korttungebin. Inga underarter finns listade i Catalogue of Life.